# 四乙酰基二硼酸酯
四乙酰基二硼酸酯是一种有机化合物，化学式为(CH3COO)2BOB(CH3COO)2。它可由硼酸和乙酸酐在乙酸中反应得到。它可以催化丙烯酸和共轭二烯烃的环加成反应。